# IC 1667
IC 1667 — галактика типу S? (спіральна галактика) у сузір'ї Кит.
Цей об'єкт міститься в оригінальній редакції індексного каталогу.